# Терноватка (Харьковская область)
Терноватка (укр. Тернуватка) — село,
Огиевский сельский совет,
Сахновщинский район,
Харьковская область, Украина.
Код КОАТУУ — 6324885503. Население по переписи 2001 года составляет 192 (90/102 м/ж) человека.

## Географическое положение
Село Терноватка находится в 3,5 км от реки Вшивая (левый берег).
На расстоянии в 2 км расположено село Зелёное, в 4-х км — село Огиевка.

## История
- 1885 — дата основания.

В 1946 г. Указом ПВС УССР село Санжаро-Терноватка переименовано в Терноватку.

## Экономика
- Молочно-товарная ферма.

## Достопримечательности
- Братская могила советских воинов и Игнатова М. М., партизана. Похоронено 14 воинов.
- Братская могила жертв фашизма. Похоронено 18 человек.